# Torpan Pojat
Torpan Pojat (sv. Torpas pojkar) är en finsk basketförening som vunnit finska mästerskapen 9 gånger. Laget spelar sina hemmamatcher i Tölö sporthall. 2005 spelade Dennis Rodman en match för laget och 2008 spelade Scottie Pippen två matcher för laget. Pippen spelade senare två matcher för Sundsvall Dragons. Även Lauri Markkanen har spelat i klubben innan sin NBA-karriär.